# توك تورنر
توك تورنر (بالإنجليزية: Tuck Turner)‏ هو لاعب كرة قاعدة أمريكي، ولد في 13 فبراير 1866 في New Brighton, Staten Island ‏ في الولايات المتحدة، وتوفي في 16 يوليو 1945 في جزيرة ستاتن في الولايات المتحدة.

## وصلات خارجية
- توك تورنر على موقعبيزبول رفرنس.كوم (الدوري الرئيسي) (الإنجليزية)
- توك تورنر على موقعبيزبول رفرنس.كوم (الدوري الثانوي) (الإنجليزية)